# Raimundo Fernández Villaverde
Pour les articles homonymes, voir Villaverde et Fernández.
Raimundo Fernández Villaverde y García del Rivero, né à Madrid le 20 janvier 1848 et mort à Madrid le 15 juillet 1905, est un avocat et homme d'État espagnol. Il fut à deux reprises président du conseil des ministres durant le règne d'Alphonse XIII et plusieurs fois ministres, notamment de la Justice, du Budget et de l'outre-mer, sous divers gouvernements de la Restauration.